# Wybory do Izby Poselskiej Republiki Czeskiej w 2006 roku

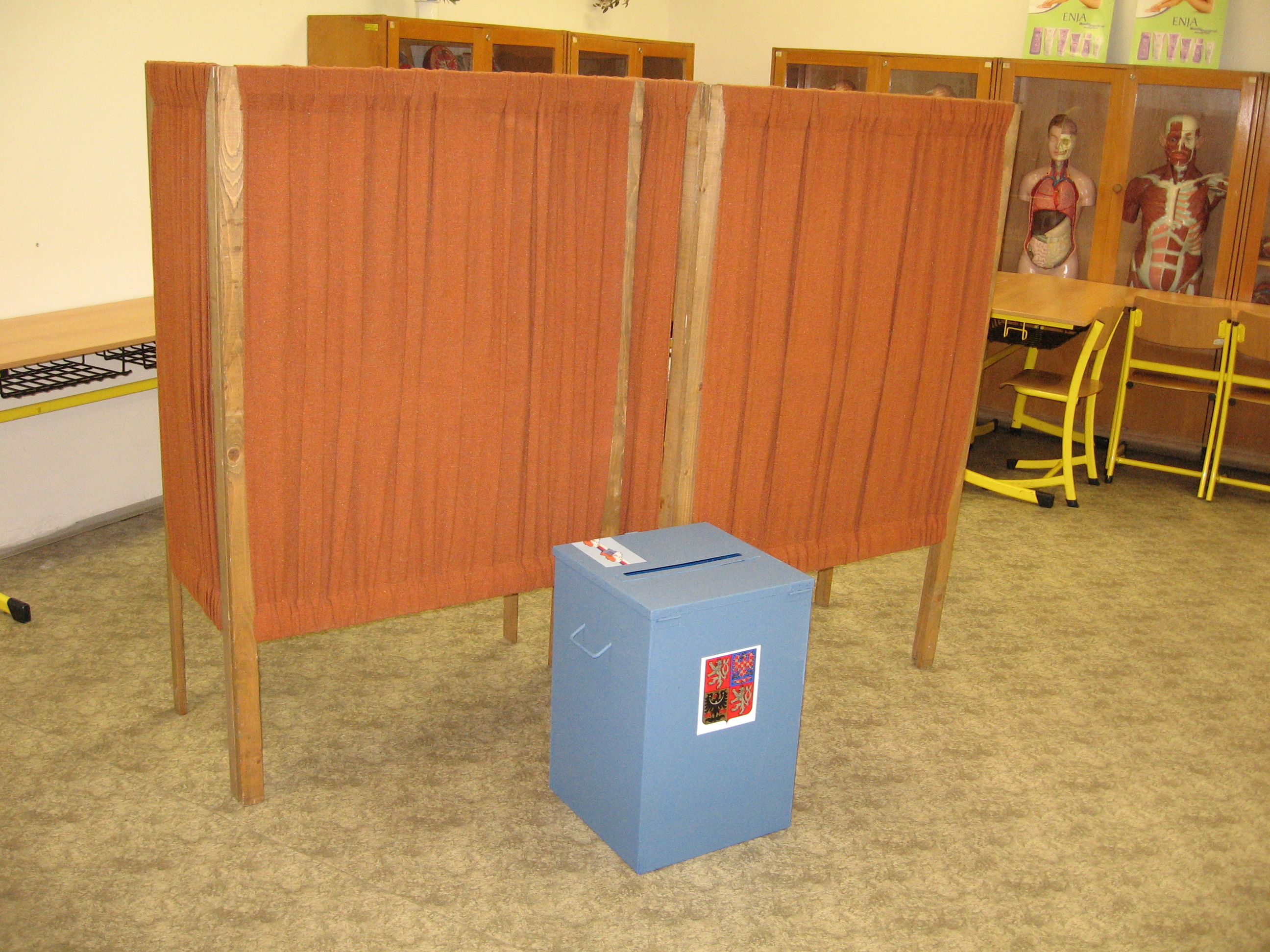
Pomieszczenie z urną do głosowania

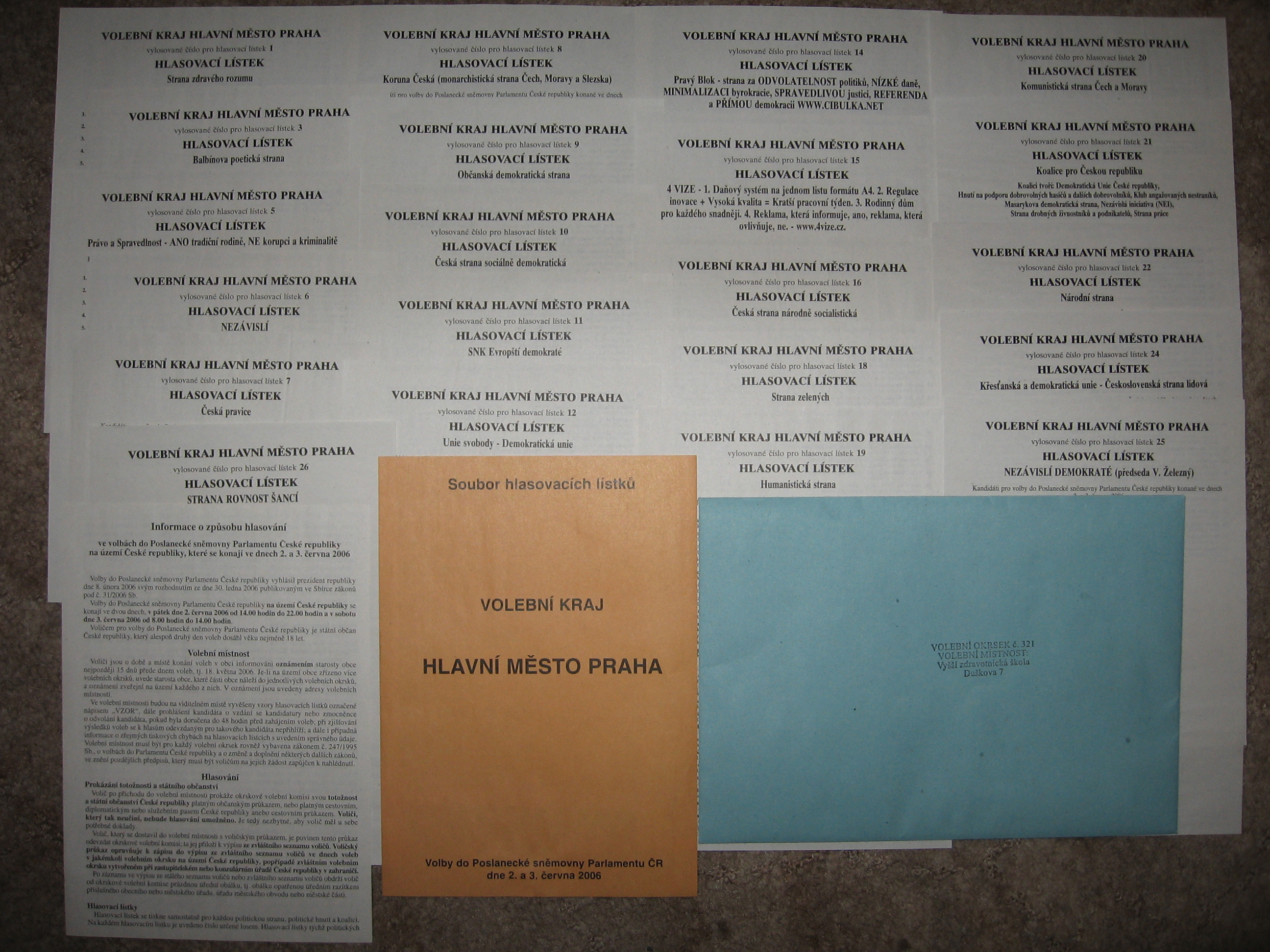
Karty do głosowania w Pradze

Wybory do niższej izby Parlamentu Republiki Czeskiej (Poslanecká sněmovna) odbyły się w piątek 2 czerwca 2006 i w sobotę 3 czerwca 2006. 
Do niższej izby kandydowało 26 ugrupowań (partii i ruchów). Sondaże przedwyborcze wskazywały - jako zwycięzcę - opozycyjną prawicową partię ODS z lekką przewagą nad rządzącą partią lewicową ČSSD. Na trzecim miejscu zajmowała partia komunistyczna KSČM. Próg wyborczy (5%) powinny byli przekroczyć jeszcze chrześcijańscy demokraci KDU-ČSL oraz Strana zelených (Partia Zielonych).
KDU-ČSL i SZ już wcześniej wykluczyły możliwość współpracy z komunistami (KSČM). Sytuacja po wyborach była więc patowa: ODS + KDU-ČSL + SZ = 100 mandatów, a ČSSD + KSČM = 100 mandatów. 

## Wyniki wyborów

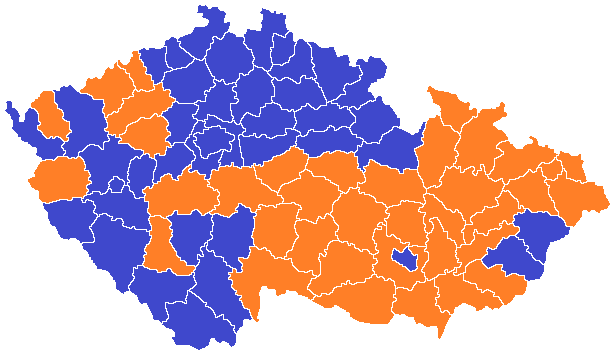
Zwycięzcy wyborów w poszczególnych powiatach:
Obywatelska Partia Demokratyczna
Czeska Partia Socjaldemokratyczna

Zwycięzcy wyborów w poszczególnych krajach:
Obywatelska Partia Demokratyczna
Czeska Partia Socjaldemokratyczna

Obywatelska Partia Demokratyczna
     Czeska Partia Socjaldemokratyczna
     Obywatelska Partia Demokratyczna
     Czeska Partia Socjaldemokratyczna
| Komitet wyborczy                                                   | Głosy     | Głosy  | Głosy | Mandaty | Mandaty | Mandaty |
| Komitet wyborczy                                                   | Liczba    | %      | +/–   | Liczba  | +/–     | %       |
| ------------------------------------------------------------------ | --------- | ------ | ----- | ------- | ------- | ------- |
| Obywatelska Partia Demokratyczna                                   | 1 892 475 | 35,38  | 10,91 | 81      | 23      | 40,5    |
| Czeska Partia Socjaldemokratyczna                                  | 1 728 827 | 32,32  | 2,12  | 74      | 4       | 37,0    |
| Komunistyczna Partia Czech i Moraw                                 | 685 328   | 12,81  | 5,70  | 26      | 15      | 13,0    |
| Unia Chrześcijańska i Demokratyczna – Czechosłowacka Partia Ludowa | 386 706   | 7,22   | —     | 13      | —       | 6,5     |
| Partia Zielonych                                                   | 336 487   | 6,29   | 3,93  | 6       | —       | 3,0     |
| SNK Europejscy Demokraci                                           | 111 724   | 2,08   | 0,70  | —       | —       | —       |
| NIEZALEŻNI DEMOKRACI (przewodniczący V. Železný)                   | 36 708    | 0,68   | —     | —       | —       | —       |
| NIEZALEŻNI                                                         | 33 030    | 0,61   | —     | —       | —       | —       |
| Partia Zdrowego Rozumu                                             | 24 828    | 0,46   | 0,24  | —       | —       | —       |
| Blok Prawicowy                                                     | 20 382    | 0,38   | 0,21  | —       | —       | —       |
| Unia Wolności – Unia Demokratyczna                                 | 16 457    | 0,30   | —     | —       | —       | —       |
| Prawo i Sprawiedliwość                                             | 12 756    | 0,23   | —     | —       | —       | —       |
| Morawianie                                                         | 12 552    | 0,23   | —     | —       | —       | —       |
| Partia Równość Szans                                               | 10 879    | 0,20   | —     | —       | —       | —       |
| Partia Narodowa                                                    | 9341      | 0,17   | —     | —       | —       | —       |
| Koalicja dla Republiki Czeskiej                                    | 8140      | 0,15   | —     | —       | —       | —       |
| Korona Czeska (Parta Monarchistyczna Czech, Moraw i Śląska)        | 7293      | 0,13   | —     | —       | —       | —       |
| Poetycka Partia Balbína                                            | 6897      | 0,12   | 0,07  | —       | —       | —       |
| 4 WIZJE – www.4vize.cz                                             | 3109      | 0,05   | —     | —       | —       | —       |
| Czeska Partia Narodowo-Socjalistyczna                              | 1387      | 0,02   | —     | —       | —       | —       |
| Helax – Ostrawa się bawi                                           | 1375      | 0,02   | —     | —       | —       | —       |
| Partia Humanistyczna                                               | 875       | 0,01   | 0,16  | —       | —       | —       |
| Folklor i Społeczeństwo                                            | 574       | 0,01   | —     | —       | —       | —       |
| Prawica Czeska                                                     | 395       | 0,00   | 0,04  | —       | —       | —       |
| Liberalna Partia Reformistyczna                                    | 253       | 0,00   | —     | —       | —       | —       |
| Czeski Ruch na Rzecz Jedności Narodowej                            | 216       | 0,00   | 0,01  | —       | —       | —       |
|                                                                    |           |        |       |         |         |         |
| Ogółem                                                             | 5 348 976 | 100,00 | —     | 200     | —       | 100,0   |
| Głosy nieważne                                                     | 19 519    | 0,36   | 0,08  |         |         |         |
| Frekwencja                                                         | 5 372 449 | 64,47  | 6,47  |         |         |         |

## Negocjacje po wyborach

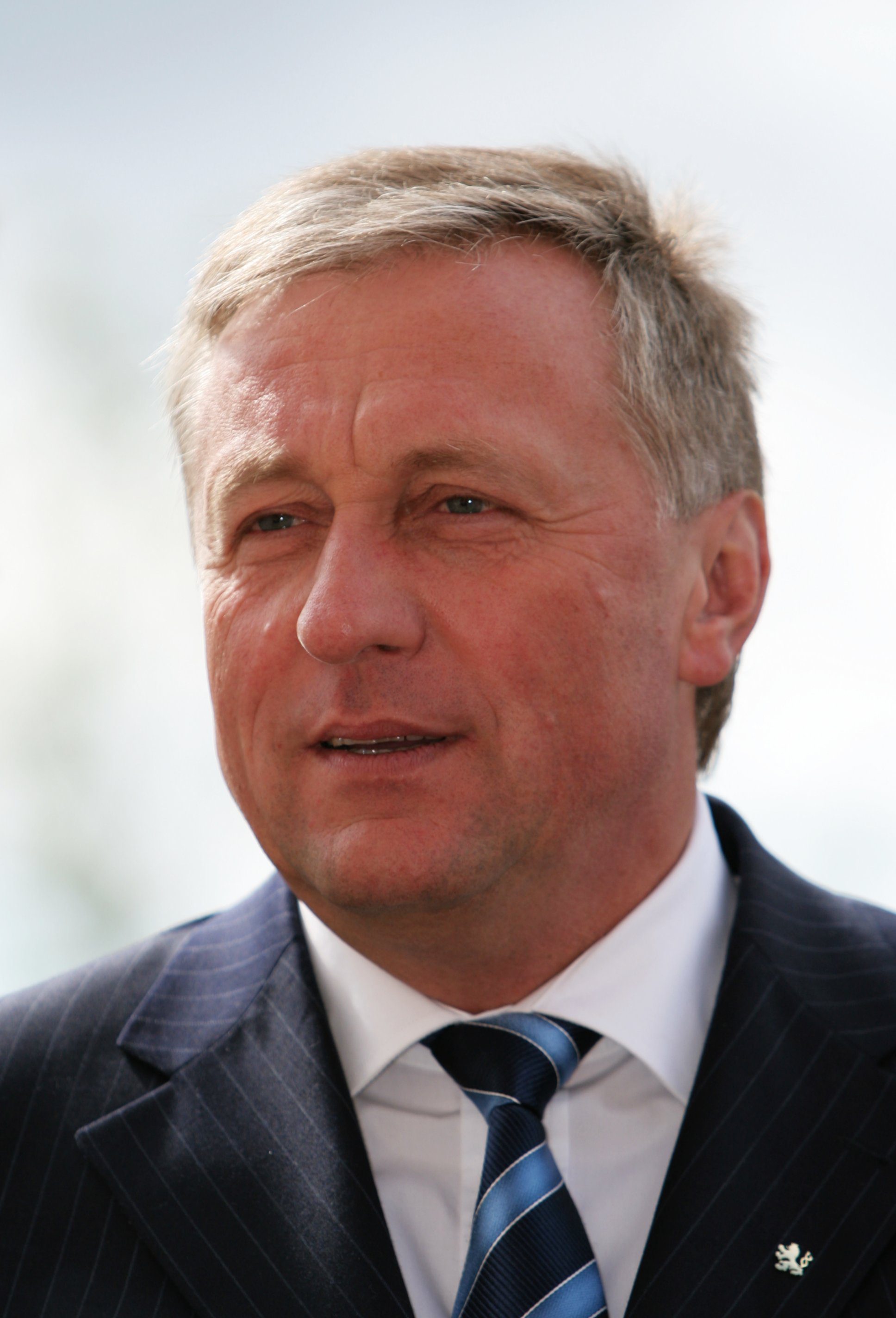
Premier Mirek Topolánek w 2007 r.

W lipcu nie tylko nie doszło do zawiązania koalicji rządowej, ale nawet nie udało się wybrać prezydium izby niższej, ponieważ kandydaci ODS+KDU-ČSL+Zielonych nie otrzymali wymaganej większości 101 głosów, podczas gdy ČSSD najpierw odmawiała wystawienia swojej kandydatury, a następnie dwukrotnie na kilka godzin przed wyborami ją wycofywała z braku poparcia co najmniej 101 posłów. Powołanie prezydium stanowi warunek konieczny, aby Izba mogła rozpocząć obrady. Według komentatorów, ČSSD bojkotowała ukonstytuowanie izby niższej, gdyż dzięki temu kontrolowany przez nią dotychczasowy rząd nie był w stanie złożyć dymisji. Uważano, że celem ČSSD mogło być stworzenie wielkiej koalicji z ODS z pominięciem mniejszych partii, a tym samym pozostanie w rządzie.
Dopiero 14 sierpnia udało się wybrać przewodniczącego izby, został nim Miloslav Vlček (ČSSD), ale przyznano mu jedynie tymczasowy mandat. W czeskim porządku prawnym obowiązuje bowiem zasada, że najpierw premiera mianuje prezydent, jeżeli natomiast rząd nie uzyska zaufania, prezydent może ponownie spróbować mianować szefa rządu, a dopiero za trzecim razem decyzję co do obsadzenia tego stanowiska podejmuje przewodniczący parlamentu. Według uzgodnień partii politycznych Miloslav Vlček zobowiązał się jednak zrezygnować ze stanowiska przewodniczącego izby niższej i nie wskazywać premiera, gdyby nie udało mu się to dwukrotnie.
Prezydent Václav Klaus mianował premierem Mirka Topolánka z ODS, którego rząd mniejszościowy nie uzyskał jednak wotum zaufania parlamentu. Niezrażony prezydent ponowił próbę przeforsowania kandydatury Topolánka, któremu udało się zestawienie rządu koalicyjnego z udziałem ministrów z ramienia ODS, KDU-ČSL i Partii Zielonych. Premier in-spe zadbał o to, by dwóch posłów ČSSD nie stawiło się 19 stycznia 2007 na głosowanie ws. udzielenia kierowanemu przez siebie gabinetowi wotum zaufania, w wyniku czego, po ponad siedmiu miesiącach od przeprowadzenia wyborów, obecni w pełnym składzie parlamentarzyści prawicy zdołali ukonstytuować popierany przez siebie rząd mimo sprzeciwu socjaldemokratów i komunistów.